# Wapen van Darthuizen

Wapen van Darthuizen

Het wapen van Darthuizen werd op 30 september 1818 door de Hoge Raad van Adel aan de Utrechtse gemeente Darthuizen bevestigd. Op 8 september 1857 ging Darthuizen op in de gemeente Leersum. Het wapen van Darthuizen is daardoor komen te vervallen als gemeentewapen.

## Blazoenering
De blazoenering van het wapen luidde als volgt:
Van zilver, beladen met drie rode gespen, staande twee en een.
De heraldische kleuren zijn rood (ook keel genoemd) en zilver (wit).

## Verklaring

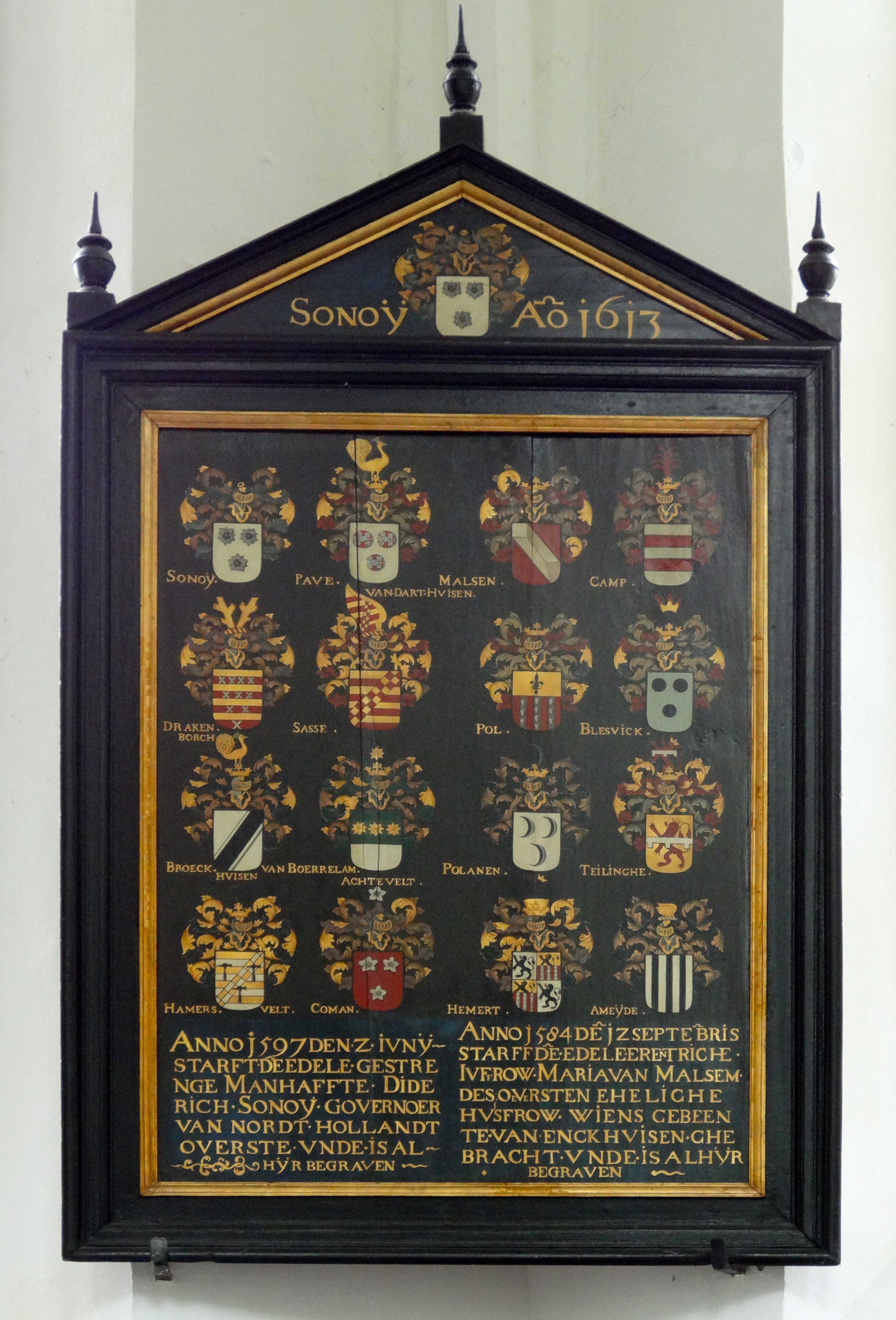
Rouwbord met o.a. het wapen van Pave van Darthuisen (bovenste rij, tweede wapen van links)

Bij de site Nederlandse Gemeentewapens is de herkomst onbekend. Er is een wapen bekend van de familie Pave van Darthuisen, waarvan de beschrijving als volgt luidt: In zilver drie rode gespen, of drie rode penningen, elke penning beladen met vier zilveren roosjes, gescheiden door een verkort en versmald dwarsbalkje, 2 en 2. Helmteken: een pronkende gouden pauw. Dit wapen was afgebeeld op een rouwbord voor Diederik Sonoy, overleden 1597, uit 1613, in de kerk van Pieterburen. Dit wapen vertoont grote overeenkomsten met het wapen van de voormalige gemeente. Of er een verband is, is echter onbekend.
Abcoude
· Abcoude-Baambrugge
· Abcoude-Proostdij
· Achttienhoven
· Amerongen
· Benschop
· Breukelen
· Breukelen-Nijenrode
· Breukelen-Sint Pieters
· Bunnik
· Cothen
· Darthuizen
· De Vuursche
· Doorn
· Driebergen
· Driebergen-Rijsenburg
· Everdingen
· Haarzuilens
· Hagestein
· Harmelen
· Hoenkoop
· Hoogland
· Houten
· Indijk
· Jaarsveld
· Jutphaas
· Kamerik
· Kockengen
· Langbroek
· Leersum
· Linschoten
· Loenen
· Loenersloot
· Loosdrecht
· Maarn
· Maarssen
· Maarsseveen
· Maartensdijk
· Mijdrecht
· Nigtevecht
· Noord-Polsbroek
· Odijk
· Oudenrijn
· Polsbroek
· Rijsenburg
· Ruwiel
· Schalkwijk
· Snelrewaard
· Sterkenburg
· Stoutenburg
· Tienhoven
· Vianen 
· Vinkeveen
· Vinkeveen en Waverveen
· Vleuten
· Vleuten-De Meern
· Vreeland
· Vreeswijk
· Waarder
· Waverveen
· Werkhoven
· Westbroek
· Willeskop
· Willige Langerak
· Wilnis
· Zegveld
· Zuilen
· Zuid-Polsbroek